# Haplogonaria simplex
Haplogonaria simplex är en plattmaskart som beskrevs av Jürgen Dörjes 1968. Haplogonaria simplex ingår i släktet Haplogonaria och familjen Haploposthiidae. Inga underarter finns listade i Catalogue of Life.